# Justicia sebastianopolitanae
Justicia sebastianopolitanae är en akantusväxtart som beskrevs av S.R. Profice. Justicia sebastianopolitanae ingår i släktet Justicia och familjen akantusväxter. Inga underarter finns listade i Catalogue of Life.